# 女川港駅
女川港駅（おながわこうえき）は、宮城県牡鹿郡女川町字宮ケ崎にあった日本国有鉄道（国鉄）石巻線の駅（貨物駅。廃駅）である。

## 歴史
- 1958年（昭和33年）8月11日：女川 - 当駅間の貨物支線開業に伴い設置。貨物のみ取扱[1]。
- 1974年（昭和49年）10月1日：荷物取扱開始[1]。
- 1976年（昭和51年）10月1日：荷物取扱廃止[1]。
- 1980年（昭和55年）8月1日：貨物支線廃止により廃駅となる[1]。

## 周辺
- 女川港

## 隣の駅
日本国有鉄道
石巻線（貨物支線）
女川駅 - （貨）女川港駅